# Meyboom

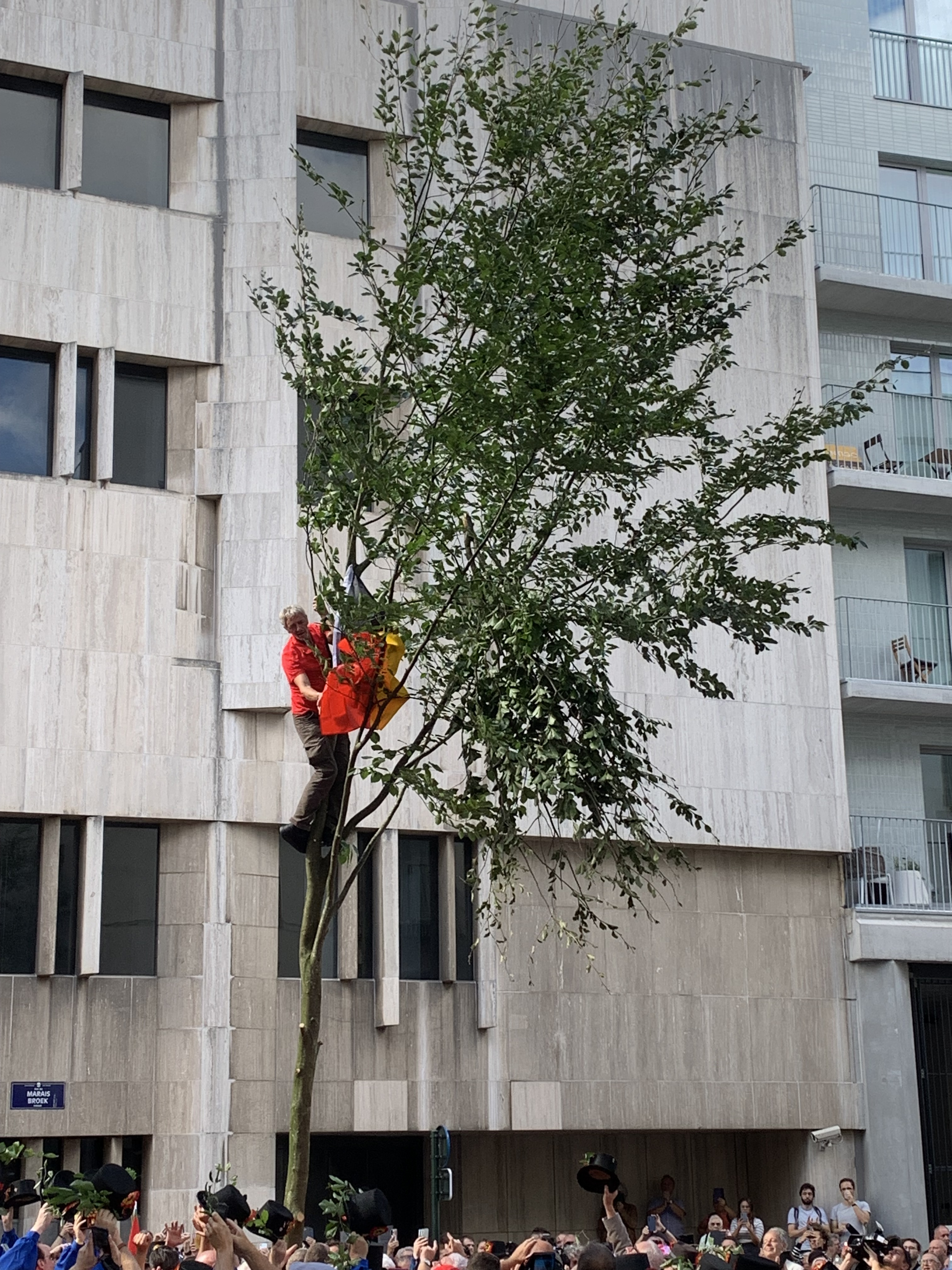
La plantation du Meyboom à Bruxelles.

La plantation du Meyboom (ou Meiboom en néerlandais, arbre de joie) est la plus ancienne tradition bruxelloise, attestée depuis 1308. Elle a lieu chaque année le 9 août, veille de la saint-Laurent, et consiste principalement à planter un hêtre au carrefour de la rue des Sables et de la rue du Marais dans le quartier Marais-Jacqmain de la ville de Bruxelles. L'exercice s'accompagne de cortèges et de diverses activités folkloriques au cours de la journée.
Cette célébration rappelle une longue querelle (folklorique) entre Bruxelles et Louvain qui remonte au Moyen Âge. À la suite d'un incident amical en 1974 au cours duquel le Meyboom a été volé et apporté à Louvain, les deux villes revendiquent planter le « vrai » Meyboom.
Au titre des Géants et dragons processionnels de Belgique et de France, le Meyboom de Bruxelles a été inscrit sur la liste représentative du patrimoine culturel immatériel de l’humanité par l'Unesco en 2008 et compte parmi les chefs-d’œuvre du Patrimoine oral et immatériel de la Fédération Wallonie-Bruxelles. Il est aussi repris à l'inventaire du patrimoine culturel immatériel de la Région de Bruxelles-Capitale depuis 2017.

## Histoire

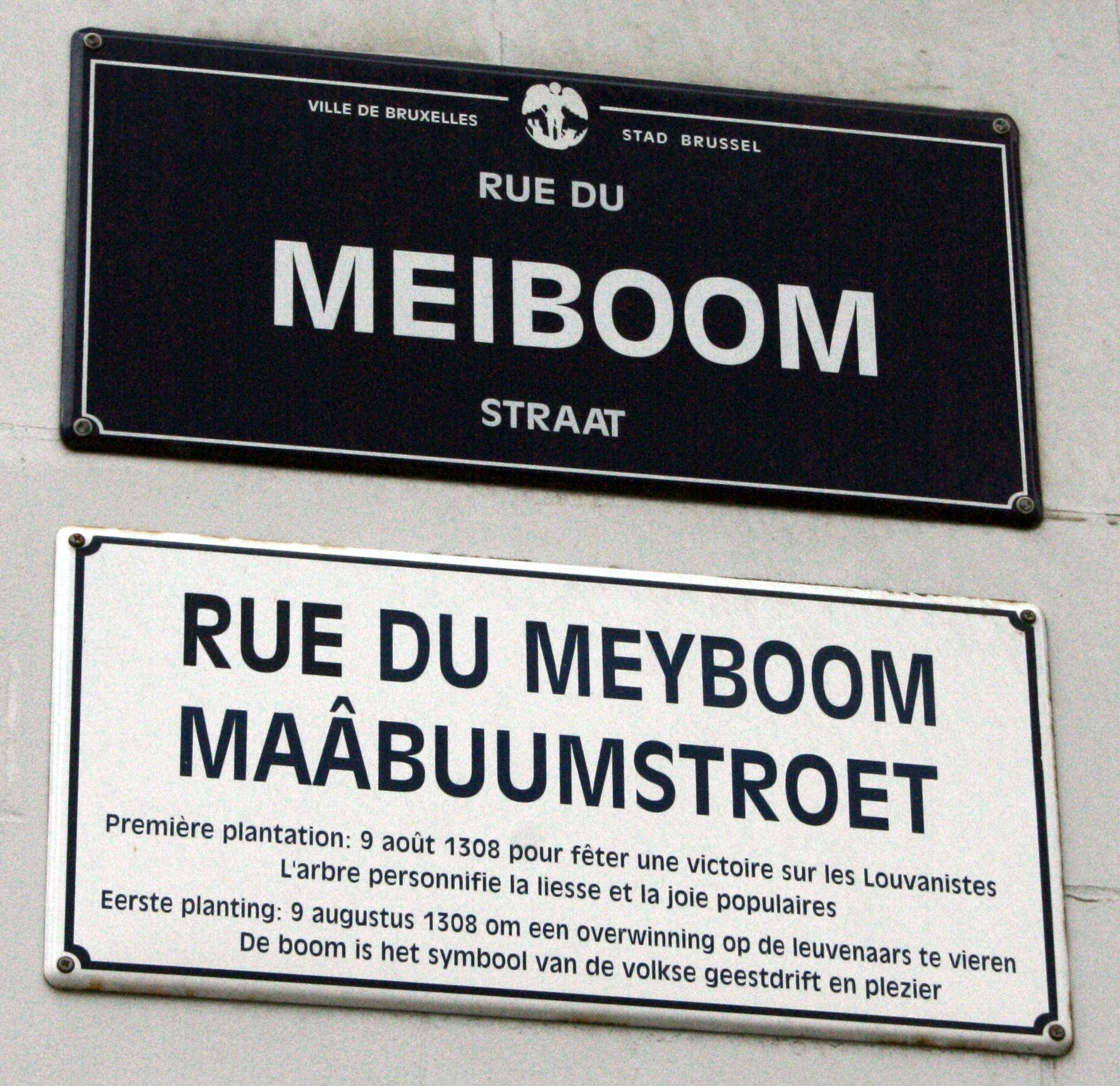
Plaque au coin de la rue des Sables et de la rue du Meyboom.

Il est difficile de distinguer la réalité historique parmi les traditions et histoires véhiculées à propos des origines du Meyboom.
Au début du XIIIe siècle, les bourgeois de Bruxelles fréquentaient volontiers les guinguettes (petit chapiteau) situées hors les murs, où le prix des bières n'était pas alourdi par les taxes appliquées par la ville. Un après-midi de 1213, des Louvanistes attaquèrent une de ces guinguettes, Het Cattenhuys où une noce était fêtée, pour contester, précisément, la fiscalité appliquée à la bière. Les Compagnons de Saint-Laurent, une guilde de la Ville, se portèrent au secours des convives et repoussèrent vigoureusement l'agresseur. Cette agression en tant que telle est bien rapportée par Alphonse Wauters , mais n'est pas explicitement rattachée aux origines du Meyboom.
Reconnaissant, le duc de Brabant de l'époque (Henri Ier de Brabant), octroya le statut de corporation à la guilde de Saint-Laurent et lui conféra le droit de planter dorénavant un arbre de joie ou Meyboom. En l'honneur de la nouvelle corporation, la date de la plantation fut fixée au 9 août, veille de la saint-Laurent.
Selon Adolphe Guérard la plantation rappelle une victoire en 1213 des Bruxellois, unis aux Louvanistes, contre les Gantois.
Toutefois, ce n'est qu'en 1308 que ce privilège fut exercé pour la première fois. Ce délai de près de 100 ans reste inexpliqué. L'année 1308 peut en soi avoir correspondu à un autre événement important pour l'histoire de la ville ou du duché ; c'est par exemple l'année du second mariage du duc, Henri Ier, avec Marie de France.
L'arbre doit être planté à l’angle des rues des Sables et du Marais, avant 17 heures, sous peine de voir passer l'honneur aux Louvanistes. La tradition affirme que cela n'est jamais arrivé. Un doute est néanmoins permis pour 1725 ; en 1939, néanmoins, des Louvanistes volèrent l'arbre des Bruxellois et le plantèrent à Louvain, mais les Bruxellois avaient à la hâte planté un autre arbre dans les temps ; en 1945, Louvain organise sa propre plantation d'un Meyboom, à la même date et l'organise régulièrement depuis 1974.

## Déroulement de la cérémonie

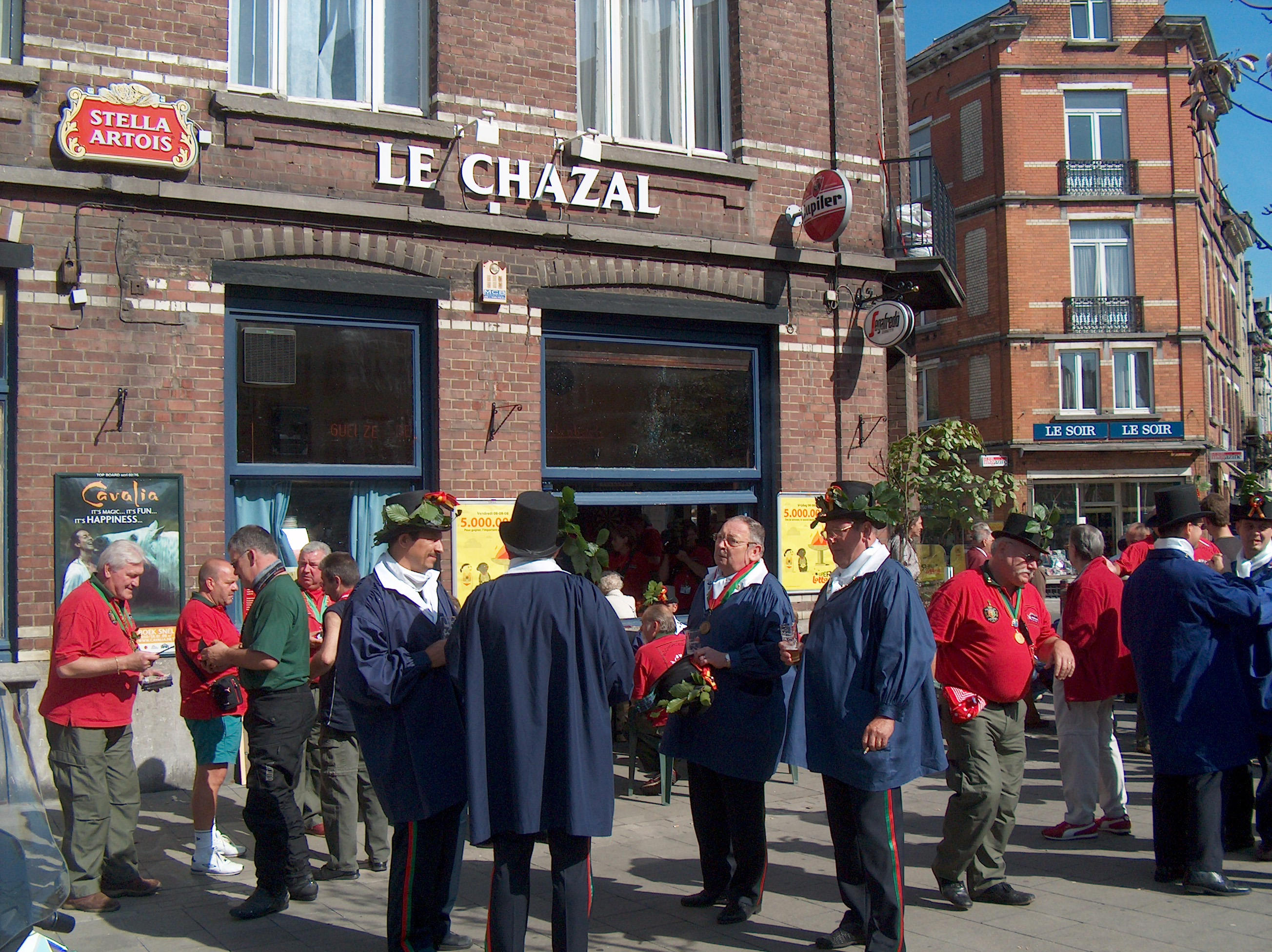
Une halte à Schaerbeek du cortège du Meyboom en 2008.

Au début des années 1950, l'arbre, souvent un bouleau ou un peuplier à l'époque, était abattu à Diegem, à la propriété de M. Marga, ancien président d’honneur des Compagnons de Saint-Laurent. Celui-ci avait octroyé par testament le droit aux Compagnons de prélever le Meyboom, chaque année, dans sa propriété.
De nos jours, chaque 9 août, un hêtre est désigné par le service des plantations de la Ville et "choisi" par les Compagnons de Saint-Laurent dans la Forêt de Soignes. Selon la tradition, il doit peser au moins 600 kg, mesurer entre 12 et 13 mètres et être feuillu.
Il est coupé puis acheminé par les Bûûmdroegers (porteurs d’arbre), via les communes de Schaerbeek, Saint-Josse-ten-Noode et Bruxelles.
À 13 heures, un hommage est rendu aux Compagnons décédés. Le cortège se forme ensuite à l'angle de la rue du Marais et de la rue des Comédiens (à proximité du local de la confrérie des Compagnons de Saint-Laurent, au no 37 de la rue des Sables), et se met en route selon un itinéraire immuable : rue du Fossé aux Loups, place de la Monnaie, rue des Fripiers, rue de Tabora, rue du Midi, rue du Lombard, rue de l'Étuve, rue de l'Amigo et la Grand-Place.
À 14 h 45, le cortège repart de la Grand-Place par les rues Chair et Pain, Marché aux Herbes, de la Fourche, de l’Écuyer, du Marché aux Herbes Potagères, pour finalement revenir à l'angle de la rue des Comédiens et de la rue du Marais vers 16 h 30. Tout au long du parcours, des petites branches de l'arbre sont distribuées, supposées apporter le bonheur pour toute l'année à venir.
C'est là que doit impérativement être planté l'arbre, avant 17 heures. Les aînés des Compagnons sont chargés de surveiller l'éventuel assaut de Louvanistes qui tenteraient de faire échouer l'opération.
L'arbre, qui n'est pas véritablement planté mais fiché dans le sol est ôté dès le lendemain.

## Éléments traditionnels du cortège
- La Roue de la Fortune
- Le Garde-Champêtre
- Les Poepedroegers (porteurs de géants) portant les géants Jan, Mieke, Bompa, Boma, Rooske, Janneke, Jefke, Pietje et Polleke.
- La fanfare du Meyboom
- Les Kêrstoempers accompagant la charette de fleurs
- Les volontaires montois
- Les jeunes lanceurs de drapeaux
- Les Gardevils (depuis 2001)[8]

## Événements remarquables
1653L'arbre tombe au moment de son érection et écrase trois des bateliers qui le portaient.
1725Un bourgeois de Bruxelles signale dans son livre de raison que le Meyboom n’a pas été planté cette année.
1831Les temps sont mouvementés en raison de la prise de l'indépendance de la Belgique. L'argent est rare et l'on hésite à organiser la cérémonie. Qu'importe, les femmes du quartier prennent l'initiative et assurent la plantation.
1839 et 1840Les cortèges furent particulièrement fastes.
1914-1918Durant la guerre, la plantation eut toujours lieu, mais sans être précédée du cortège.
1939Des Louvanistes se sont emparés de l'arbre et l'ont planté à Louvain. Le privilège est depuis disputé : les Louvanistes prétendent depuis lors planter le "véritable" Meyboom ; mais les Bruxellois avaient entre-temps coupé et planté un autre arbre dans les temps. La tradition ne fut pas interrompue durant l'Occupation, même si les cérémonies furent simplifiées.
1945Pour la première fois, Bruxelles et Louvain plantent toutes les deux un Meyboom.
1974Des Louvanistes déguisés en journalistes identifièrent l'arbre choisi par les Bruxellois, le coupèrent dans la nuit précédant la cérémonie et le plantèrent le 9 août, avant 17 heures, sur la Grand-Place de Louvain. Les Bruxellois ont choisi un autre arbre et l'ont planté.
2016 - 708e éditionLe cortège s'est arrêté pour la première fois à la buvette de la Sint Sebastiaan Gilde au parc Josaphat.